# Карташов, Герольд Филиппович
Герольд Филиппович Карташов (1924—1992) — старшина Рабоче-крестьянской Красной армии, участник Великой Отечественной войны, Герой Советского Союза (1944).

## Биография
Герольд Карташов родился 26 марта 1924 года в Томске. Рано остался без родителей, рос в детском доме, окончил семь классов школы, после чего работал учеником слесаря, слесарем на комбинате «Большевик» в Новосибирске. В 1941 году Карташов окончил школу фабрично-заводского ученичества при авиазаводе имени Чкалова, после чего работал слесарем-сборщиком на Новокузнецком машиностроительном заводе. В 1942 году Карташов был призван на службу в Рабоче-крестьянскую Красную Армию. С октября того же года — на фронтах Великой Отечественной войны. Принимал участие в боях на Юго-Западном, Донском, Степном, 3-м, 2-м и 1-м Украинских фронтах. К августу 1944 года гвардии сержант Герольд Карташов был наводчиком орудия 66-го гвардейского отдельного истребительно-противотанкового дивизиона 58-й гвардейской стрелковой дивизии 5-й гвардейской армии 1-го Украинского фронта. Отличился во время освобождения Польши.
11-12 августа во время боёв за расширение Сандомирского плацдарма в районе населённого пункта Облеконь к юго-западу от Сташува Карташов отражал немецкие контратаки. За 11 августа он лично подавил огонь 5 пулемётов, уничтожил 2 противотанковых артиллерийских орудия и около 35 солдат и офицеров противника. 12 августа Карташов подбил 3 танка. Когда его орудие вышло из строя, Карташов организовал оборону, отразив немецкую контратаку. В том бою Карташов с товарищами уничтожили 27 немецких солдат и офицеров. В бою он получил ранение, но продолжал сражаться, пока не потерял сознание. Был отправлен в госпиталь.
Указом Президиума Верховного Совета СССР от 23 сентября 1944 года за «образцовое выполнение боевых заданий командования на фронте борьбы с немецкими захватчиками и проявленные при этом мужество и героизм» гвардии сержант Герольд Карташов был удостоен высокого звания Героя Советского Союза с вручением ордена Ленина и медали «Золотая Звезда» за номером 4288.
В декабре 1945 года в звании гвардии старшины Карташов был демобилизован. С 1959 года проживал в Междуреченске, работал начальником отдела стройматериалов в тресте. Погиб в автокатастрофе 31 июля 1992 года, похоронен в Междуреченске.
Был также награждён орденами Красного Знамени, Отечественной войны 1-й степени, Красной Звезды, Славы 3-й степени, рядом медалей.
В честь Карташова названы улицы в Томске и Междуреченске.